# Belleville (Illinois)
Belleville ist eine Stadt und Verwaltungszentrum des St. Clair County im Westen des US-amerikanischen Bundesstaates Illinois. Im Jahr 2020 hatte Belleville 42.404 Einwohner.
Die Stadt liegt im Metro-East genannten östlichen Teil der Metropolregion Greater St. Louis um die Stadt St. Louis im benachbarten Missouri.
Bürgermeister von Belleville ist seit Ende 2004 Mark Eckert von der Good Government Party, einem Ableger der Demokratischen Partei.

## Geographie
Belleville liegt im südöstlichen Vorortbereich von St. Louis auf 38°31′12″ nördlicher Breite und 89°59′02″ westlicher Länge. Die Stadt erstreckt sich über 60 km², die sich auf 59 km² Land- und 1 km² Wasserfläche verteilen. Der Mississippi, der die Grenze zu Missouri bildet, liegt rund sechs Kilometer westlich.
Die Stadt Belleville ist identisch mit der gleichnamigen Township, einer Gliederung des Countys, der in vielen anderen Fällen mehrere Ortschaften angehören.
Benachbarte Orte von Belleville sind Swansea (an der nördlichen Stadtgrenze), O’Fallon (12,4 km nordöstlich), Shiloh (9,2 km nordöstlich), die Scott Air Force Base (13,8 km ostnordöstlich), Mascoutah (19,7 km ostsüdöstlich), Freeburg (13,9 km südöstlich), Smithton (12,8 km südlich), Millstadt (13,3 km südwestlich), Cahokia (22,4 km westnordwestlich) und East St. Louis (18,7 km nordwestlich). Das Zentrum von St. Louis liegt 27,8 km nordwestlich.

## Verkehr
In wenigen Kilometern Entfernung verläuft entlang der nördlichen Stadtgrenze die Interstate 64, die von St. Louis nach Louisville in Kentucky führt. Entlang der nordwestlichen Stadtgrenze verläuft die Interstate 255, die Umgehungsstraße von St. Louis. Im Stadtgebiet von Belleville treffen die Illinois State Routes 13, 15, 157, 159, 159, 161 und 177 zusammen. Alle weiteren Straßen sind untergeordnete teils unbefestigte Fahrwege sowie innerstädtische Straßen.
Durch das Stadtgebiet von Belleville führt eine Linie der MetroLink genannten Stadtbahn des Ballungsraumes St. Louis. In Belleville gibt es drei Stationen der Bahn.
Durch Belleville verläuft eine Eisenbahnlinie der Canadian National Railway, die von St. Louis nach Südosten führt.

Der St. Louis Downtown Airport liegt 22,4 km nordwestlich, der größere Lambert-Saint Louis International Airport liegt 49,7 km nordnordwestlich von Belleville.

## Geschichte
Die Stadt Belleville wurde 1814 auf dem Landbesitz von George Blair gegründet und erhielt 1850 das Stadtrecht. Nach dem Frankfurter Wachensturm waren 1834 viele Deutsche hierher emigriert – und noch einmal eine große Gruppe nach der gescheiterten Revolution von 1848. Unter anderem siedelte sich der badische Revolutionär Friedrich Hecker hier an und lebte bis zu seinem Tod 1881 in der Nähe der Stadt als Landwirt und Winzer. Im Jahr 1887 wurde das römisch-katholische Bistum Belleville errichtet. Erst 1914 wurde die Stadt anlässlich ihres 100. Gründungstages zum Regierungssitz des St. Clair Countys.
Schon um 1850 war Belleville ein wichtiger Industriestandort – hauptsächlich basierend auf Landwirtschaft und Steinkohlenbergbau, die Einwohnerzahl belief sich damals auf ca. 3000. Die ersten Getreidemühlen waren 1813 und die erste Kohlengrube gleich nach Entdeckung der Kohle 1825 in Betrieb genommen worden. Später kam noch die Stahlindustrie hinzu, wodurch Belleville zu einer Hochburg der amerikanischen Nagel- und Ofenproduktion wurde. Basierend auf Kohlebergbau oder Eisenerzverhüttung entwickelte sich die industrielle Seite der Stadt am Ende des 19. Jahrhunderts. Im Jahr 1856 führte man in der Stadt die Gasbeleuchtung ein und die Stadt wurde außerdem durch den Bau einer Eisenbahnstrecke mit der nur 15 km entfernten Großstadt St. Louis (Missouri) am anderen Ufer des Mississippi River verbunden.
Bei der Volkszählung von 1840 zählte man 1.210 Einwohner in 280 Haushalten, gut eine Generation später (1880) sind es schon 10.090 Bürger. Nach der Volkszählung von 2000 hat Belleville heute 41.410 Einwohner auf einer Fläche von 49,2 km².
Einer der größten Arbeitgeber des Countys ist die Scott Air Force Base, einer der wichtigsten Stützpunkte der US-Luftwaffe.

### Der deutsche Einfluss

Das „Victoria Home Museum“, heute Sitz der „St. Clair County Historical Society“, zuerst ab 1866 Wohnhaus des deutschen Unternehmers Moritz J. Dobschutz

Kaum eine andere Stadt in Illinois wurde derart von einer einzelnen Volksgruppe dominiert wie Belleville: Um das Jahr 1870 herum waren etwa 90 % der Einwohner Deutsche oder Deutschstämmige – die meisten von ihnen gehörten eher dem Bildungsbürgertum an, waren als Farmer deshalb weniger erfolgreich und bestimmten auf lange Zeit das wirtschaftliche, kulturelle und gesellschaftliche Leben. Auch der erste römisch-katholische Bischof von Belleville, John (ursprünglich Johannes) Janssen, war gebürtiger Deutscher.
Besondere Zeichen dieser deutschen Zeit sind die 1864 gegründete „Philharmonische Gesellschaft“ (heute Belleville Philharmonic Musical Society), deren Orchester inzwischen zu den ältesten der USA gehört, der Belleville Sängerbund von 1855 und die German Library of St. Clair County von 1836 mit deutschsprachigen Büchern aus allen Bereichen der Wissenschaft sowie den römischen und griechischen Klassikern. Über das Tagesgeschehen berichtete seit 1844 der Belleville Beobachter, ab 1849 in Belleville Zeitung umbenannt, die bis 1923 sogar den Ersten Weltkrieg mit seiner antideutschen Stimmung überstehen konnte.
Im 20. Jahrhundert wurde für die Region auch die Bezeichnung „Plattdeutsche Prärie“ geprägt (z. B. wegen des Stadtteils Paderborn in Waterloo). Noch heute werden verschiedene Einrichtungen vom deutschstämmigen kulturellen Erbe geprägt.
So ist es überhaupt nicht erstaunlich, dass man auf dem alten Walnut Hill Cemetery sehr viele Gräber von Deutschen findet (Walnut Hill Cemetery, City of Belleville, 1101 Mascoutah Avenue, Belleville, IL 62220-3625).

## Städtepartnerschaften
Die deutsche Stadt Paderborn in Nordrhein-Westfalen ist seit 1990 Partnerstadt von Belleville. Träger dieser Partnerschaft ist in Paderborn der Deutsch-Amerikanische Freundeskreis Paderborn – Belleville e. V., in Belleville Belleville Sister Cities, Inc.

## Demografische Daten
Nach der Volkszählung im Jahr 2010 lebten in Belleville 44.478 Menschen in 18.795 Haushalten. Die Bevölkerungsdichte betrug 907,7 Einwohner pro Quadratkilometer. In den 18.795 Haushalten lebten statistisch je 2,3 Personen.
Ethnisch betrachtet setzte sich die Bevölkerung zusammen aus 69,8 Prozent Weißen, 25,4 Prozent Afroamerikanern, 0,3 Prozent amerikanischen Ureinwohnern, 0,1 Prozent Asiaten sowie 0,6 Prozent aus anderen ethnischen Gruppen; 2,8 Prozent stammten von zwei oder mehr Ethnien ab. Unabhängig von der ethnischen Zugehörigkeit waren 2,6 Prozent der Bevölkerung spanischer oder lateinamerikanischer Abstammung.
23,3 Prozent der Bevölkerung waren unter 18 Jahre alt, 63,8 Prozent waren zwischen 18 und 64 und 12,9 Prozent waren 65 Jahre oder älter. 52,5 Prozent der Bevölkerung war weiblich.

Das mittlere jährliche Einkommen eines Haushalts lag bei 46.872 USD. Das Pro-Kopf-Einkommen betrug 24.809 USD. 13,4 Prozent der Einwohner lebten unterhalb der Armutsgrenze.

## Söhne und Töchter der Stadt
- John B. Hay (1834–1916), Politiker
- Otto Hilgard Tittmann (1850–1938), deutschstämmiger Geodät, Geograf und Astronom
- Hugo Osterhaus (1851–1927), Konteradmiral in der US Navy
- Mary Ellen Richmond (1861–1928), Pionierin der Sozialen Arbeit
- Bird Segle McGuire (1865–1930), Politiker
- William Linn Westermann (1873–1954), Althistoriker und Papyrologe
- Walter Nesbit (1875–1938), Politiker
- Edwin M. Schaefer (1887–1950), Politiker
- Adolph Alexander Noser (1900–1981), römisch-katholischer Missionar und Bischof
- Ernest Hilgard (1904–2001), Psychologe
- Buddy Ebsen (1908–2003), Schauspieler, Tänzer und Entertainer
- Rosalind Keith (1916–2000), Schauspielerin
- Ray Knepper (1920–2000), Automobilrennfahrer
- Alan J. Dixon (1927–2014), Politiker, Senator für Illinois
- Bob Goalby (1929–2022), Profigolfer
- Stanley Girard Schlarman (1933–2025), römisch-katholischer Geistlicher, Bischof von Dodge City
- Luther Ingram (1937–2007), Soulsänger und Songschreiber
- Dave O’Neal (1937–2021), Politiker
- David Wessel (1942–2014), Musikwissenschaftler, Komponist und Improvisationsmusiker
- Richard Schmalensee (* 1944), Wirtschaftswissenschaftler sowie Professor für Volkswirtschaftslehre und Management
- Jim Knobeloch (* 1950), Film- und Theaterschauspieler
- David Mings (1951–2014), Fagottist und Dulzianspieler
- Donald C. Taphorn (* 1951), Ichthyologe
- John Carl Buechler (1952–2019), Filmregisseur, Drehbuchautor, Filmproduzent und Schauspieler
- Jimmy Connors (* 1952), Tennisspieler
- Craig Virgin (* 1955), Langstreckenläufer
- Kevin Ross Adkisson (* 1957), Wrestler
- Ken Kwapis (* 1957), Film- und Fernsehregisseur
- Lea DeLaria (* 1958), Stand-up-Comedian, Jazzmusikerin und Broadway-Schauspielerin
- Sandra Hall (* 1964), NASA-Astronautin
- Jay Farrar (* 1966), Songwriter
- Jeff Tweedy (* 1967), Songwriter und Bandleader
- Nancy Reynolds (* 1970), Beachvolleyballspielerin
- Jenny Bindon (* 1973), US-amerikanisch-neuseeländische Fußballnationalspielerin
- Jaimee Foxworth (* 1979), Schauspielerin
- Darius Miles (* 1981), Basketballspieler
- Jared Newson (* 1984), Basketballspieler
- Adoree’ Jackson (* 1995), American-Football-Spieler